# 할프단 말레르
할프단 테오도르 말레르(덴마크어: Halfdan Theodor Mahler, 1923년 4월 21일 – 2016년 12월 14일)은 세계 보건 기구의 사무총장을 역임한 덴마크의 의사이다.

## 생애
1948년 코펜하겐 대학교를 졸업한 후 1951년 세계 보건 기구에 입사하였다. 이후 인도에서 결핵 퇴치 사업에 주력하였다. 1978년 발표된 알마아타 선언에 주도적인 기여를 하였다.